# 오가와 히사노리
오가와 히사노리(일본어: 小川 久範, 1984년 5월 22일 ~ )는 일본의 축구 선수이다.

## 구단 경력
J리그의 아비스파 후쿠오카에서 활동했다.

## 국가대표팀 경력
그는 2001년 FIFA U-17 세계 축구 선수권 대회에 참가할 일본 U-17 국가대표팀에 발탁되었다.